# 托馬斯·耶施克
托馬斯·耶施克（英語：Thomas Jaeschke；1993年9月4日—）是一位美國排球運動員。曾效力於波蘭球隊Asseco Resovia Rzeszów，現效力於日本的大阪BLUTEON。他也是美國國家男子排球隊的一員，曾隨國家隊參加2016年里約奧運。